# 乔治·迈肯
小乔治·勞倫斯·迈肯（英語：George Lawrence Mikan Jr.，1924年6月18日—2005年6月1日），身高六呎十寸，體重二百四十五磅，擔任中鋒，在1948至1956年為明尼亞波利斯湖人隊效力八個賽季。

## 生平

### 球員時期
在NBA的歷史中，迈肯可算是第一位明星球員。他經歷了NBA的草創階段，曾於NBA的前身「國家籃球聯盟」（NBL）和「美國籃球協會」（BAA）打過球，亦是1950年代湖人第一代王朝的核心。
迈肯曾於1950年被選為20世紀前50年中最偉大的籃球員，除了因為其出類拔萃的身材和出色的攻守技巧外，更重要的是為籃球比賽帶來革命性的改變。有別於現在「長人主宰比賽」的籃球觀念，當時籃球是一項屬於矮個子的運動，迈肯6呎10吋的身材使他在當時的職業聯盟中顯得鶴立雞群。他能夠輕易地把在籃框上的籃球撥掉──「籃上干擾（goaltending）」在當時是完全合法的。此外，由於他的進攻能力實在太過強大，聯盟不得不改變一些規則，包括籃下的禁區範圍從6呎擴闊至12呎，以及間接促使「24秒進攻時限」的誕生。

### 退休後
迈肯曾於1957－58年擔任湖人總教練，但成績甚差。1967年，迈肯出任「美國籃球協會」（ABA）第一任總裁，並首次引入紅、白、藍三色籃球於比賽，他擔任總裁至1969年，後來在1989年成功为明尼亞波利斯带来一支全新的NBA球隊──那就是。2005年6月1日，迈肯因糖尿病逝世，享壽80歲。

## 成就／榮譽

### NBL成就
- 2次NBL總冠軍：1947，1948
- 2次NBL最佳陣容：1947，1948
- 1次NBL最有價值球員：1948

### BAA成就
- 1次BAA總冠軍：1949
- 1次BAA最佳陣容：1949

### NBA成就
- 4次NBA總冠軍：1950，1952，1953，1954（明尼亞波利斯湖人隊）
- 4次NBA全明星球員：1951，1952，1953，1954
- 1次NBA全明星賽最有價值球員：1953
- 5次NBA最佳陣容： 
  - NBA第一陣容：1950，1951，1952，1953，1954
- NBA名人堂：1959
- NBA50大巨星：1996
- NBA75大巨星：2021

### NBA生涯紀錄
- NBA歷史上平均得分排行榜第二十二（22.6分）

### 其他
- 2次大學最佳球員
- 3次全美國最佳球員